# Gomma (album)
Gomma è il decimo album del gruppo I Cugini di Campagna (ma uscito a nome Cugini) uscito nel 1982.

## Descrizione
Si tratta del loro unico lavoro a 33 giri pubblicato per l'etichetta Cristoforo Colombo Records Company. Nel 1997 esce una ristampa dell'album, con il titolo Cucciolo, che comprende due brani in più, ovvero Cucciolo e Volando, che erano stati pubblicati in origine come 45 giri, datato 1982, anch'esso a nome Cugini.

## Tracce

### Lato A
1. Buonanotte stanotte (Michetti)
2. Gomma (Michetti)
3. La prima donna (Michetti)
4. Elastico (Michetti)
5. The perfect crime (Michetti/Manners)

### Lato B
1. Disperato (Michetti)
2. La strada è lunga (Michetti)
3. Uomo mio (Michetti)
4. Scemo (Michetti)
5. Pulcinella di bambù (Michetti)

## Formazione
- Paul Manners - Voce solista e chitarre
- Ivano Michetti - Voce e bassi
- Silvano Michetti - Voce e percussioni
- Giorgio Brandi - Voce e tastiere